# Фальконетто, Джованни Мария
Джованни Мария Фальконетто (итал. Giovanni Maria Falconetto; ок. 1468, Верона — 1535, Падуя) — архитектор и живописец раннего итальянского Возрождения. Член большой семьи итальянских художников XV—XVI веков из Вероны — архитекторов, живописцев, декораторов, мастеров росписи итальянской майолики. Вместе с братом Джованни Антонио он был одним из самых выдающихся художников Вероны и Падуи в начале XVI века.

## Биография
Джованни Мария Фальконетто родился в Вероне в 1468 году. Его отец Якопо познакомил его с искусством живописи. Известный как «красный из Сан-Дзено» (il rosso di San Zeno), он получил образование в Риме, живописи учился в мастерской Мелоццо да Форли.
По возвращении в Верону он стал работать при дворе императора Максимилиана, чья резиденция с 1509 по 1517 год во время войны Камбрейской лиги находилась в Вероне. С возвращением венецианского губернатора Фальконетто и его семья были объявлены вне закона и, по-видимому, удалились в Тренто.

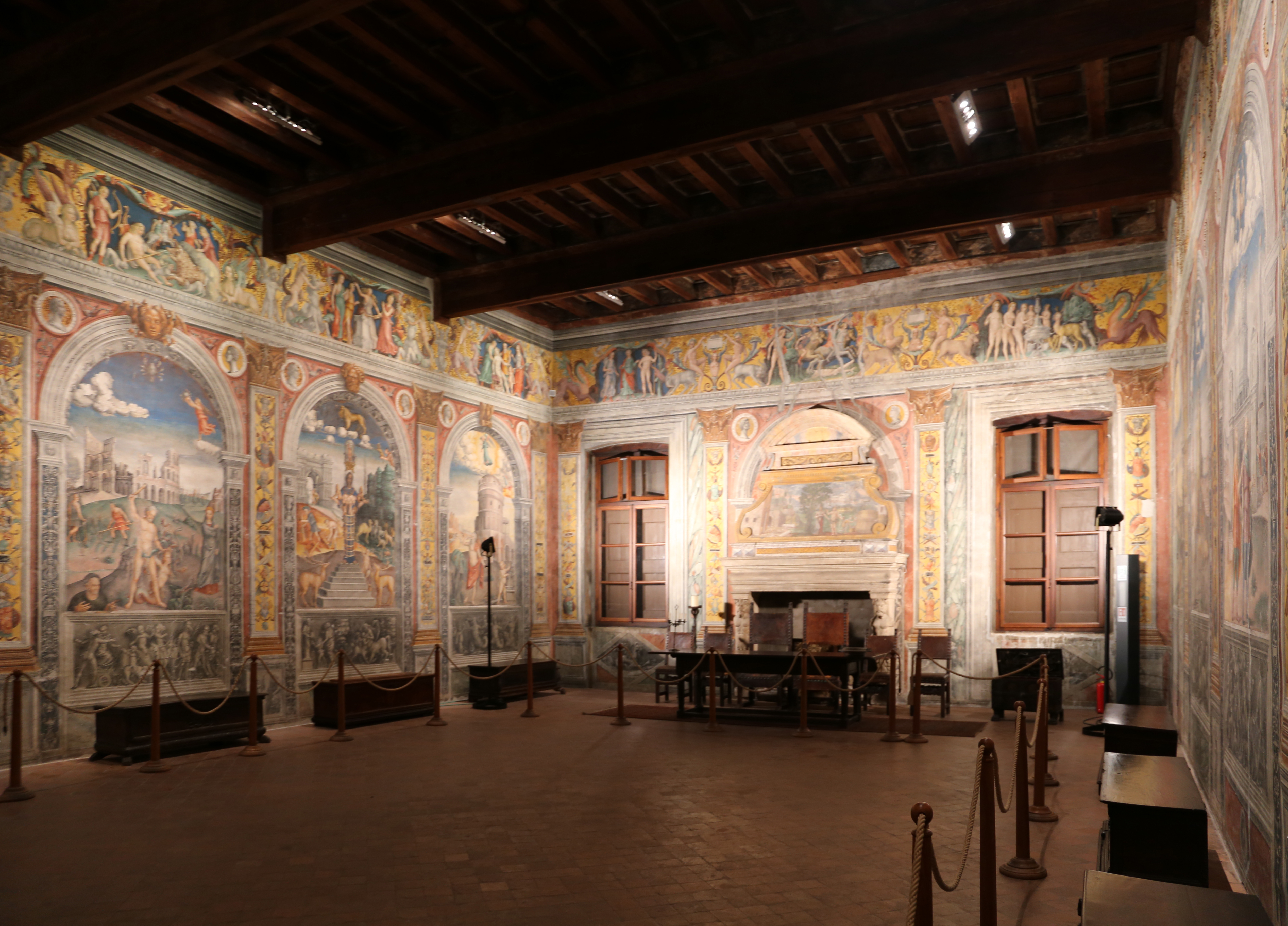
Зал зодиака в Палаццо д’Aрко, Мантуя

Позднее Фальконетто жил и работал в Падуе, где его привлекло покровительство кардинала Пьетро Бембо и Альвизе Корнаро, для которых Фальконетто спроектировал виллу Корнаро в Эсте (впоследствии перестроенную), от которой сохранились внушительные ворота. Влияние Корнаро на епископа Падуи, несомненно, побудило Фальконетто получить заказ на проект виллы Виллы Вескови («Виллы епископов»), расположенной в черте города Торрелья на Эуганских холмах.
Другие архитектурные произведения архитектора в Падуе включают Лоджию Карника, дворец Джустиниани, Порта Сан-Джованни и Порта-Савонарола в городских стенах, а также арку на площади Синьории. Широко известны фрески работы Фальконетто в Кафедральном соборе Вероны и в церквях Сан-Пьетро-Мартире и Сан-Надзаро.
Его фрески в Дуомо (Кафедральном соборе Вероны) вновь появились в 1870 году из-под слоя побелки, нанесённого в 1630 году во время чумы. Фрески, надёжно приписываемые Фальконетто, украшают «Зал Зодиака» в Палаццо Д'Арко, Мантуя, вероятно, выполненные около 1515 года для члена семьи Гонзага (как отмечает Вазари, «он создал в Мантуе несколько вещей для синьора Луиджи Гонзага»).
Несколько произведений Фальконетто как живописца находятся находятся в Музее Кастельвеккьо в Вероне.
Художник скончался в Падуе в 1535 году.

## Архитектурные сооружения

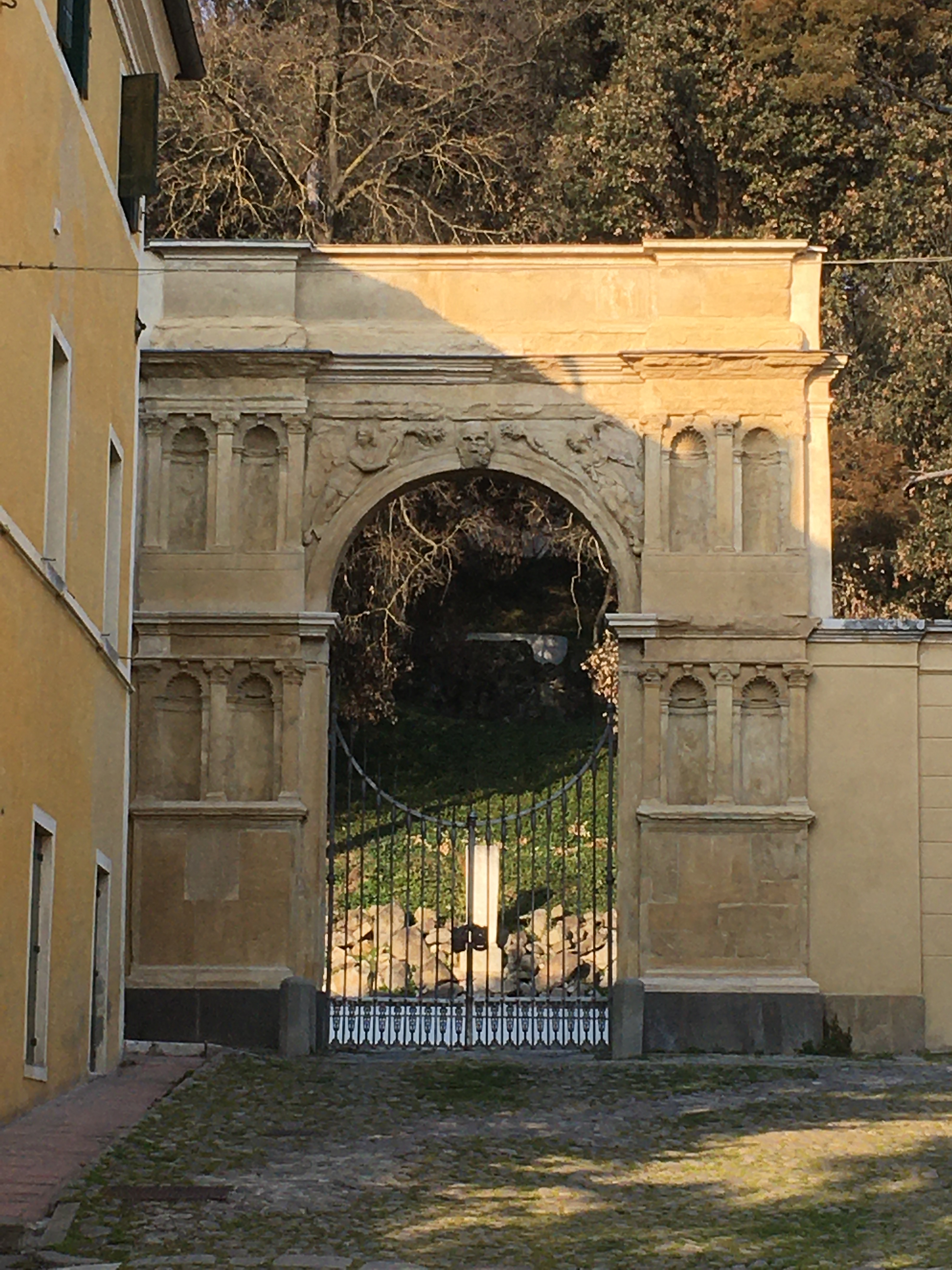
Арка дель Фальконетто, Эсте. Падуя
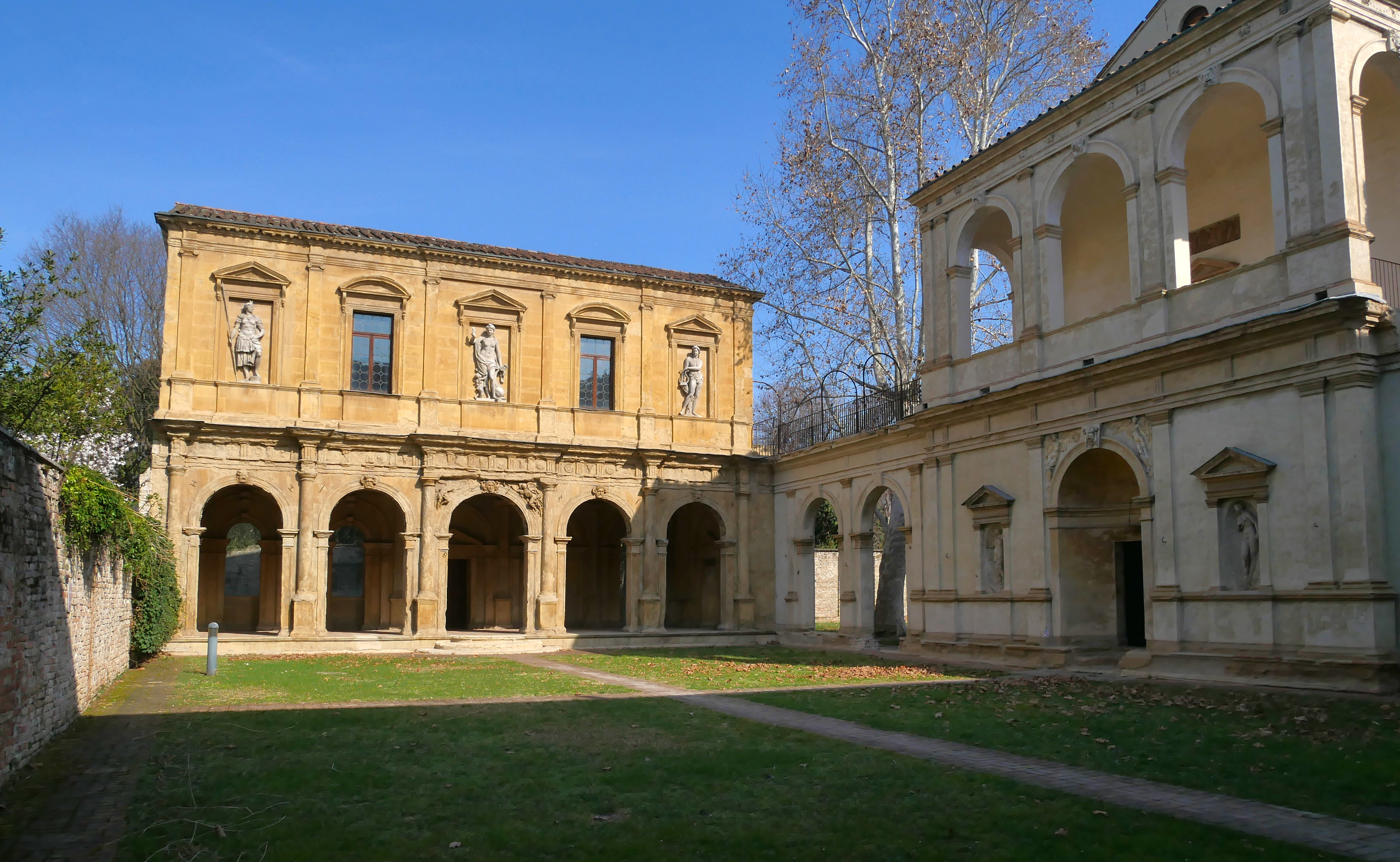
Лоджия и Одеон Корнаро. Падуя
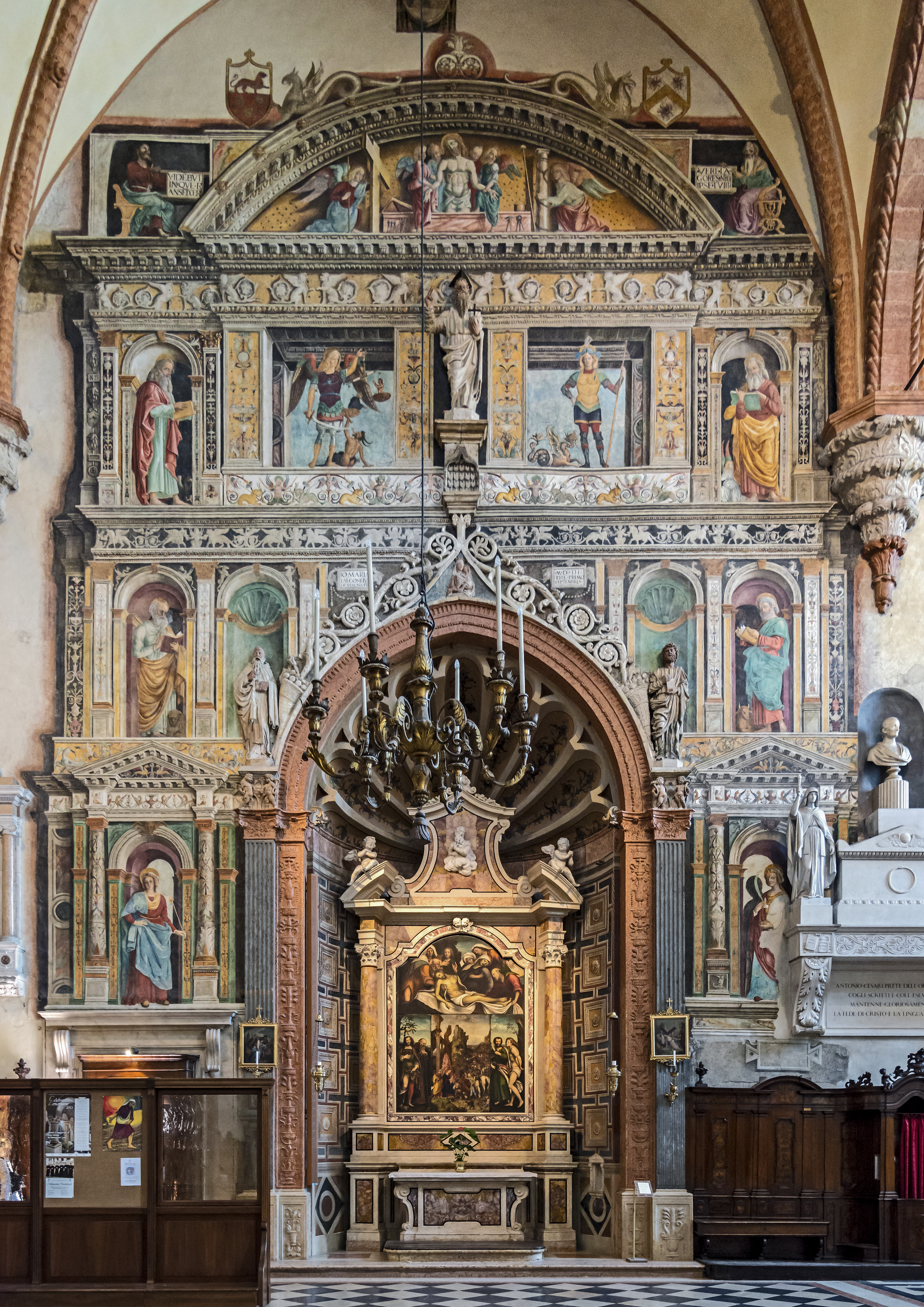
Капелла Калькасоли в Кафедральном соборе, Верона
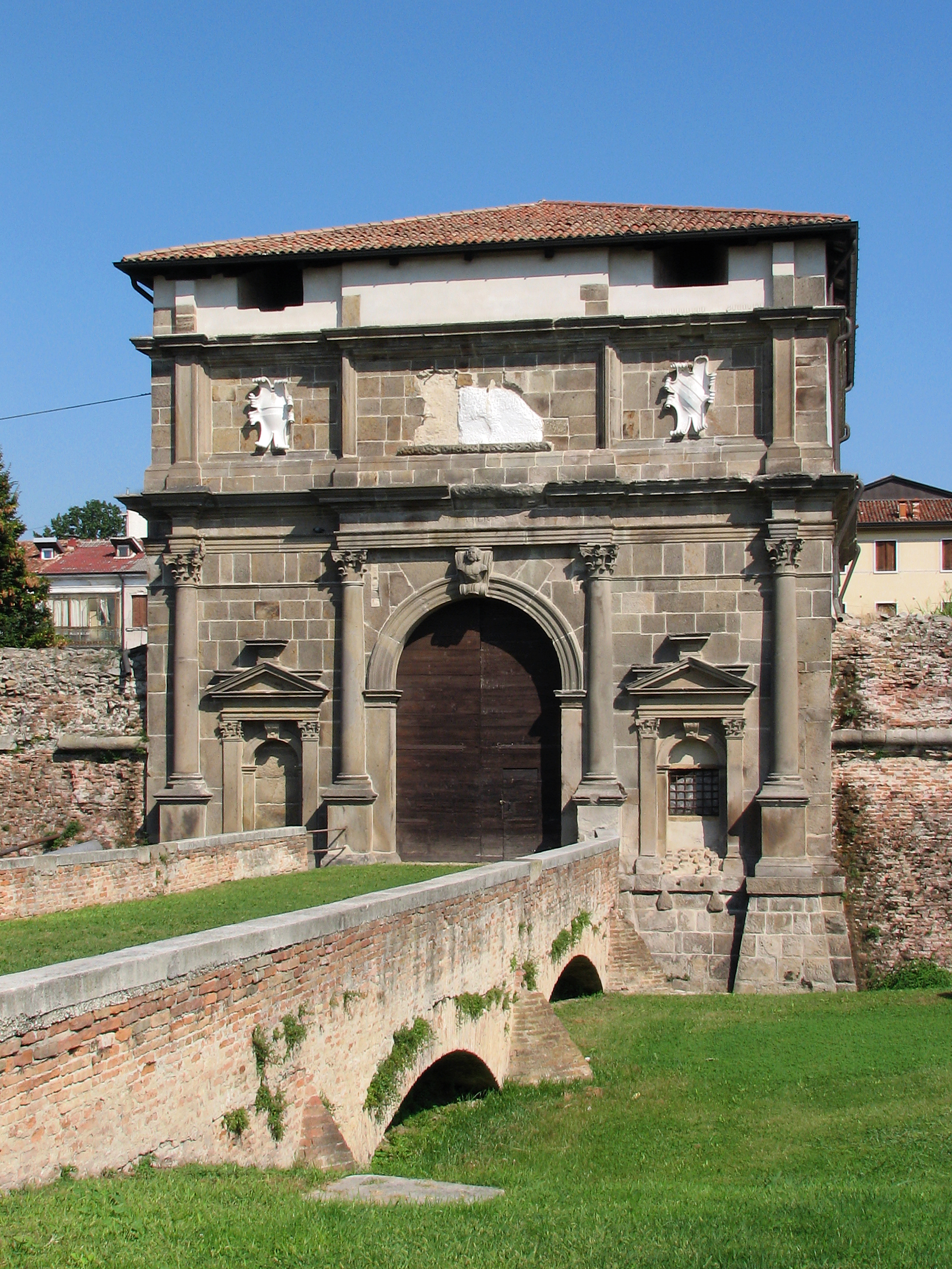
Порта Сан-Джованни, Падуя
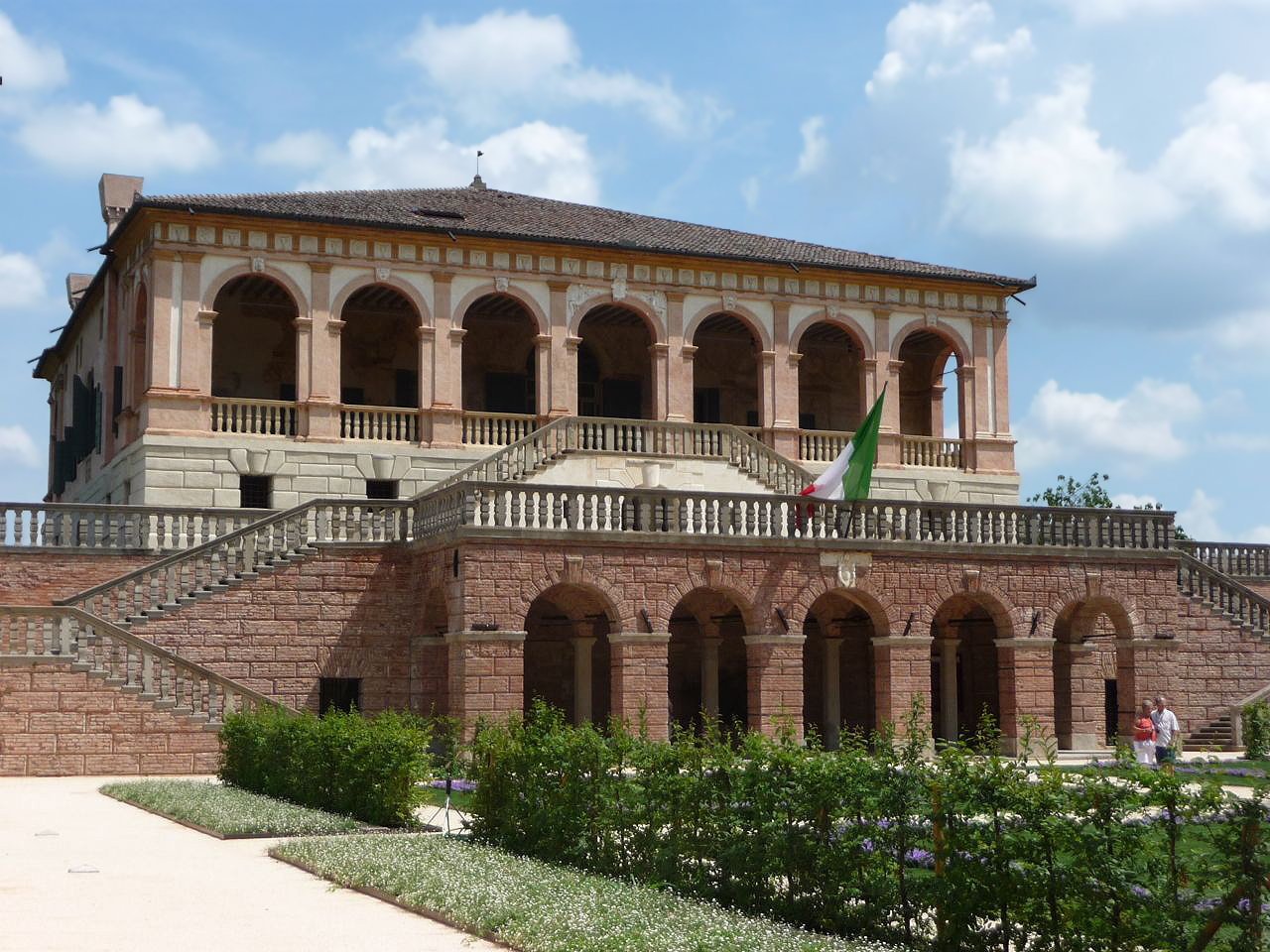
Вилла Вескови. Торреглия, Падуя
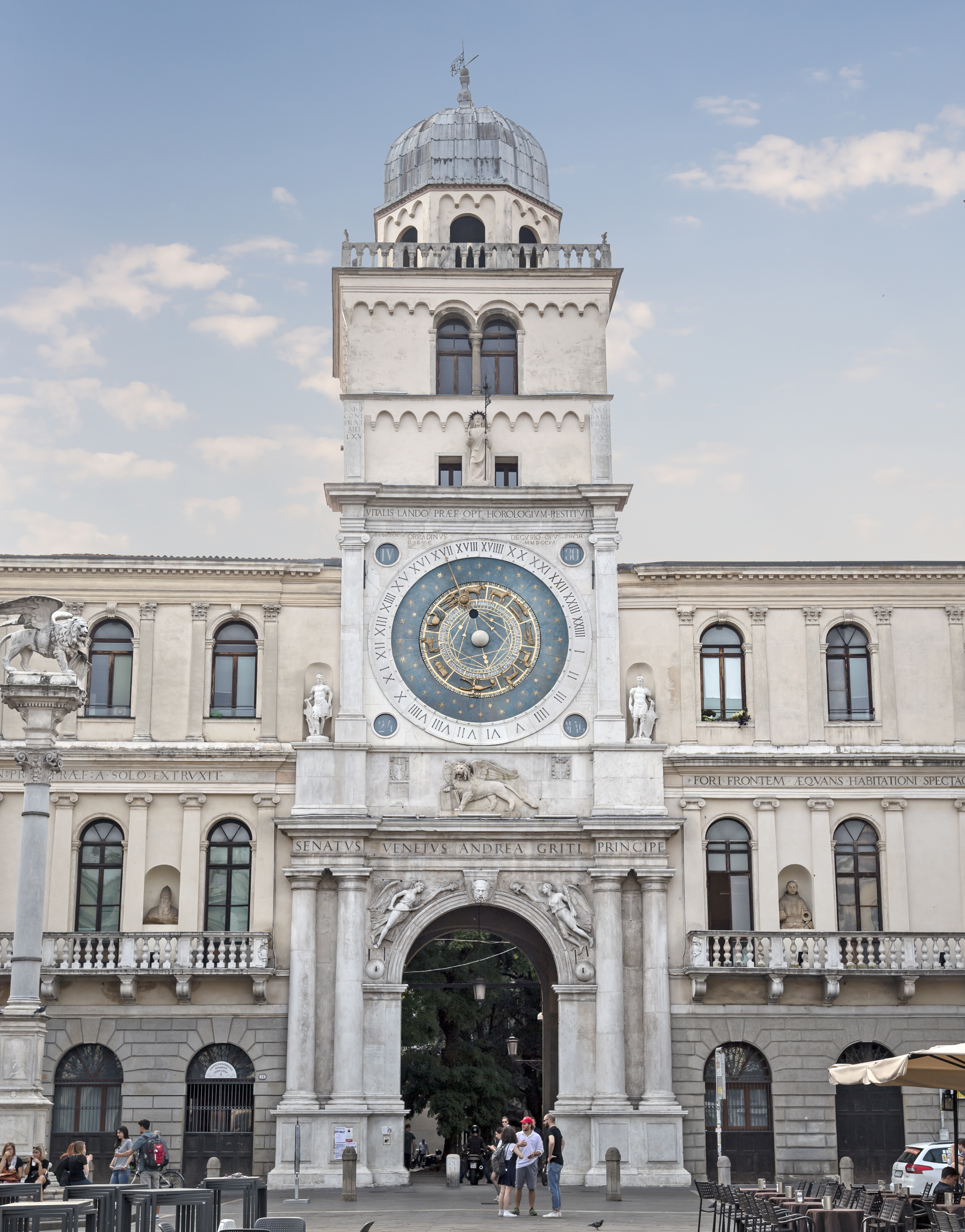
Портал Часовой башни. 1531. Площадь Синьории, Падуя

## Галерея фресок Зала Зодиака в Мантуе

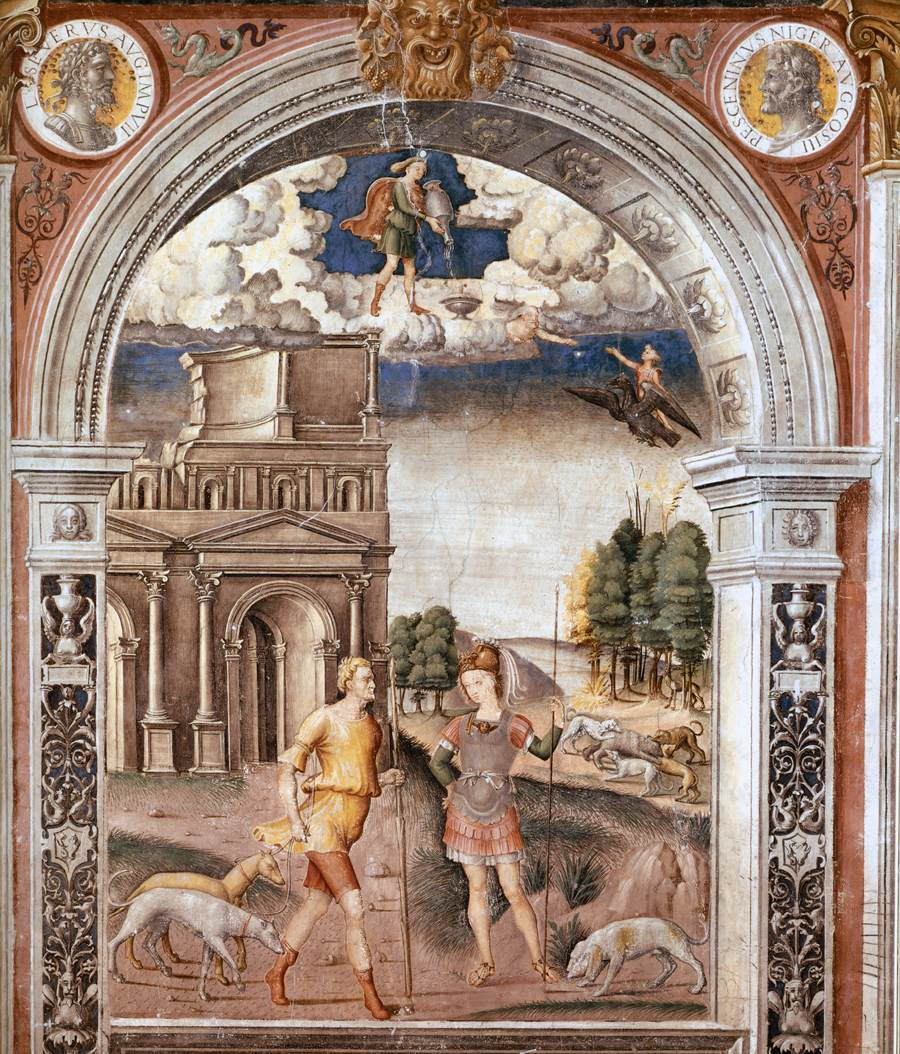
Водолей
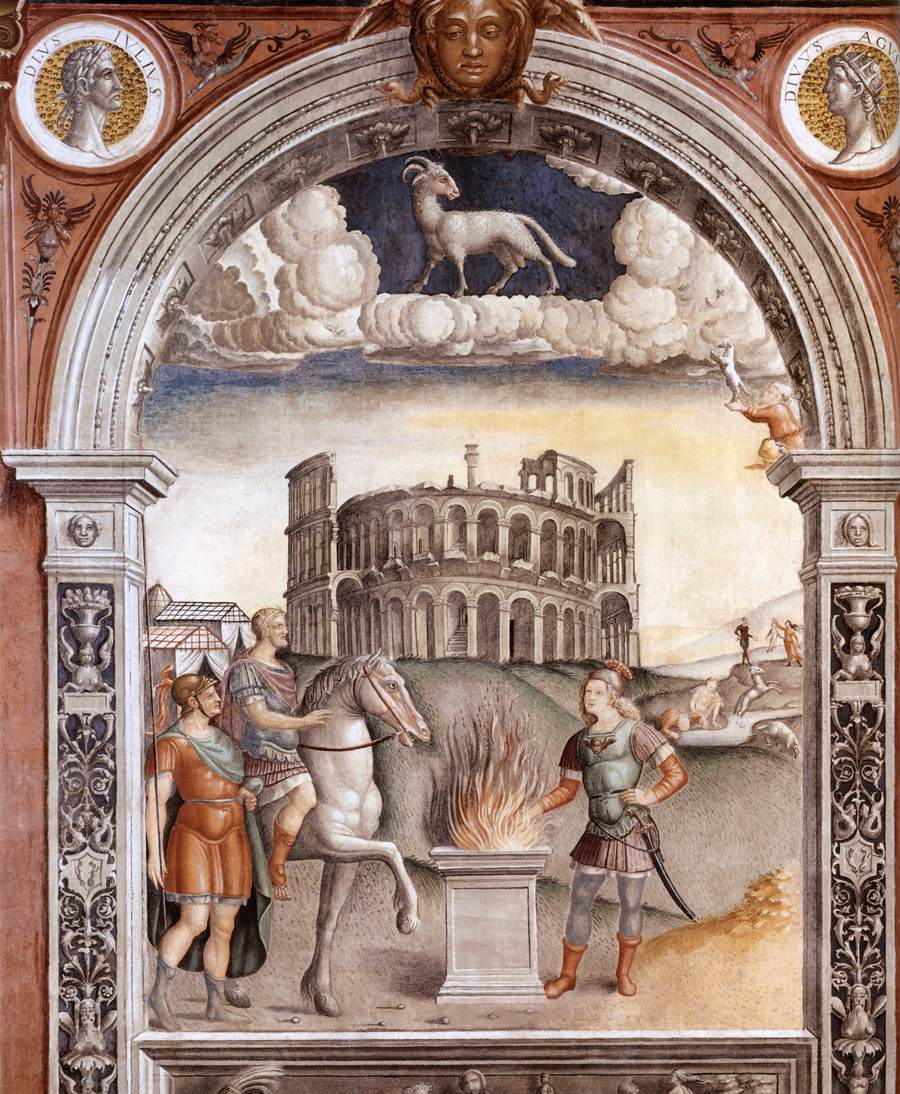
Овен
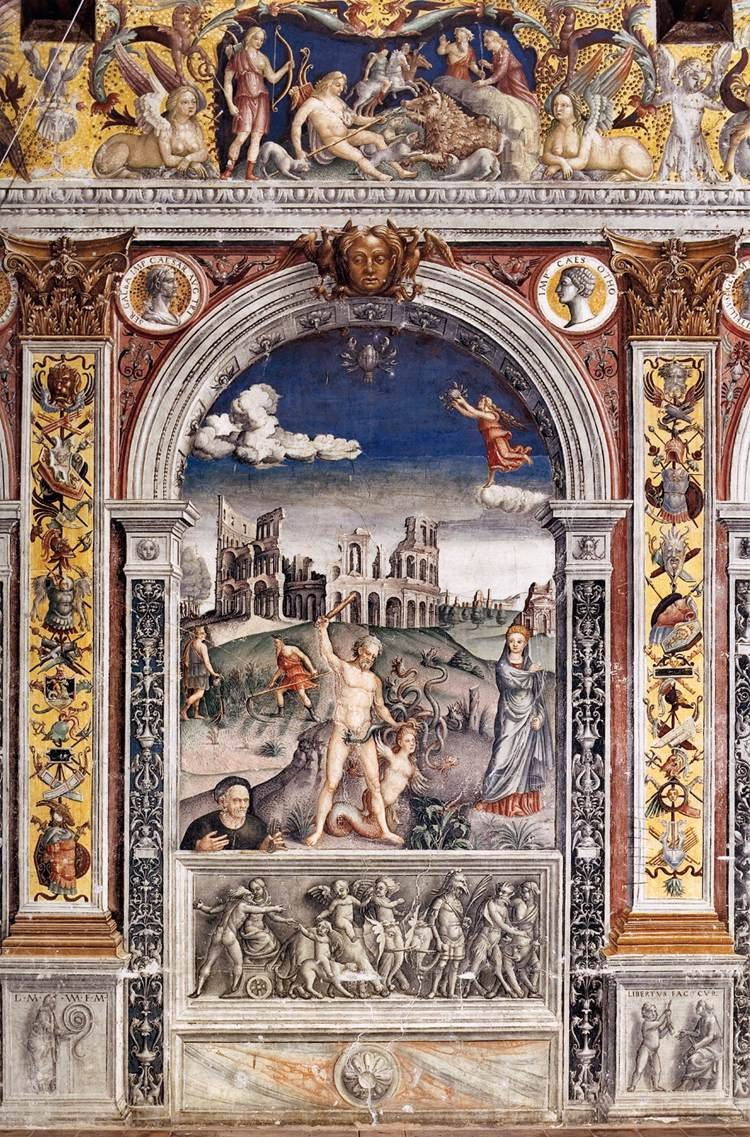
Рак
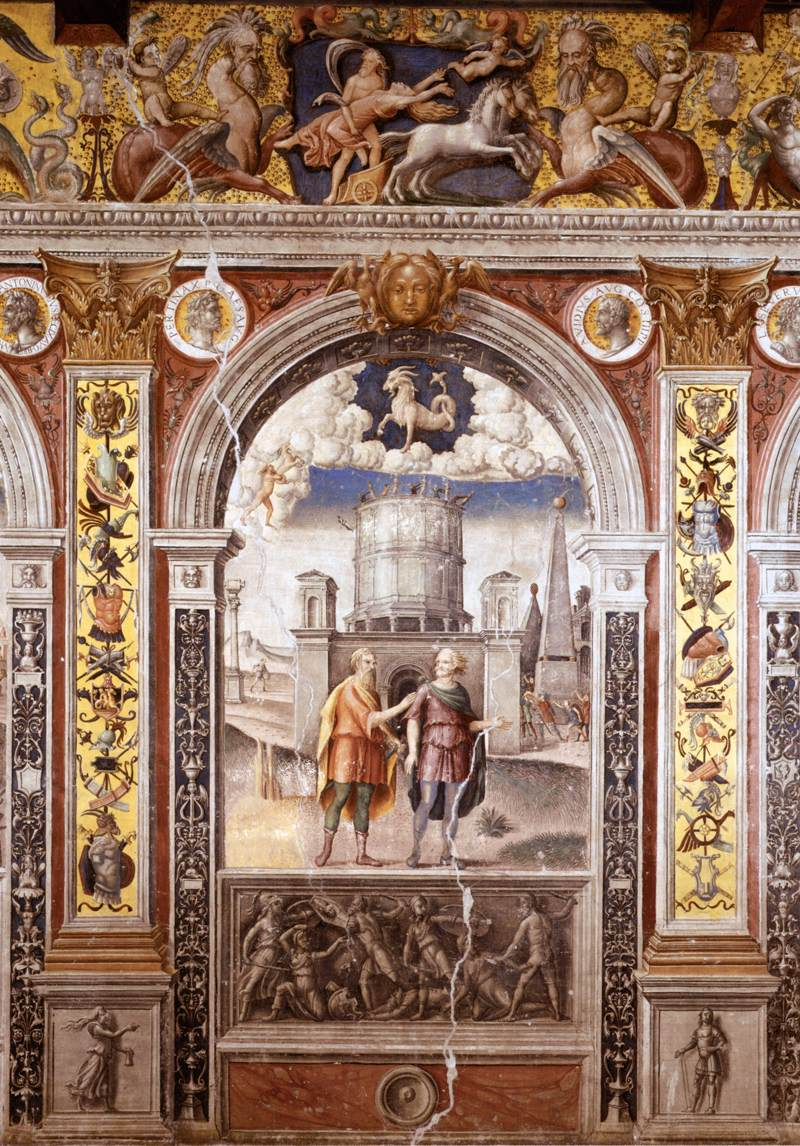
Козерог
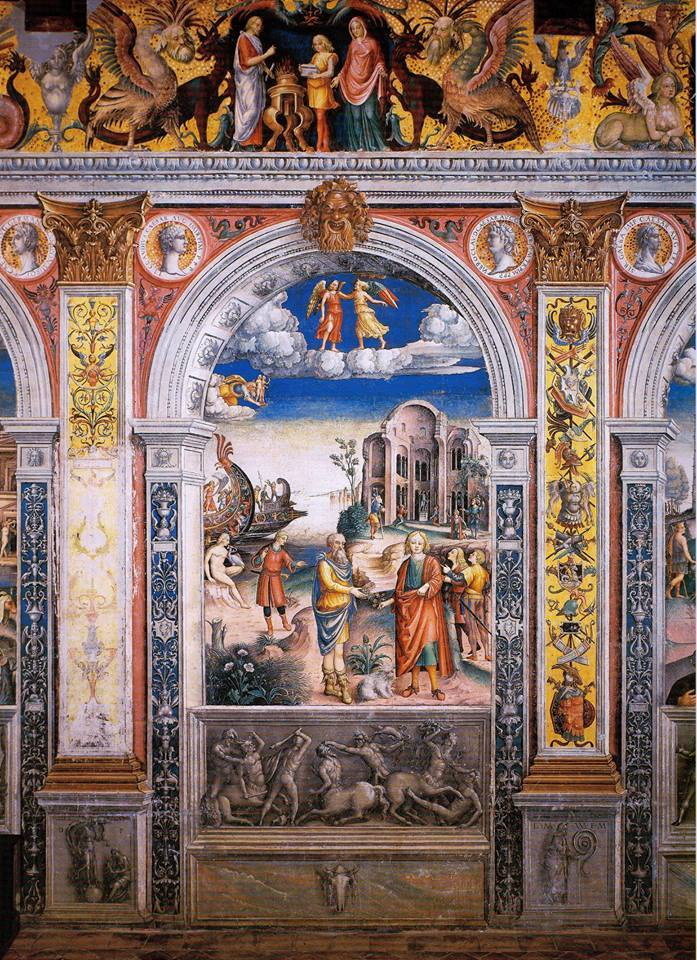
Близнецы
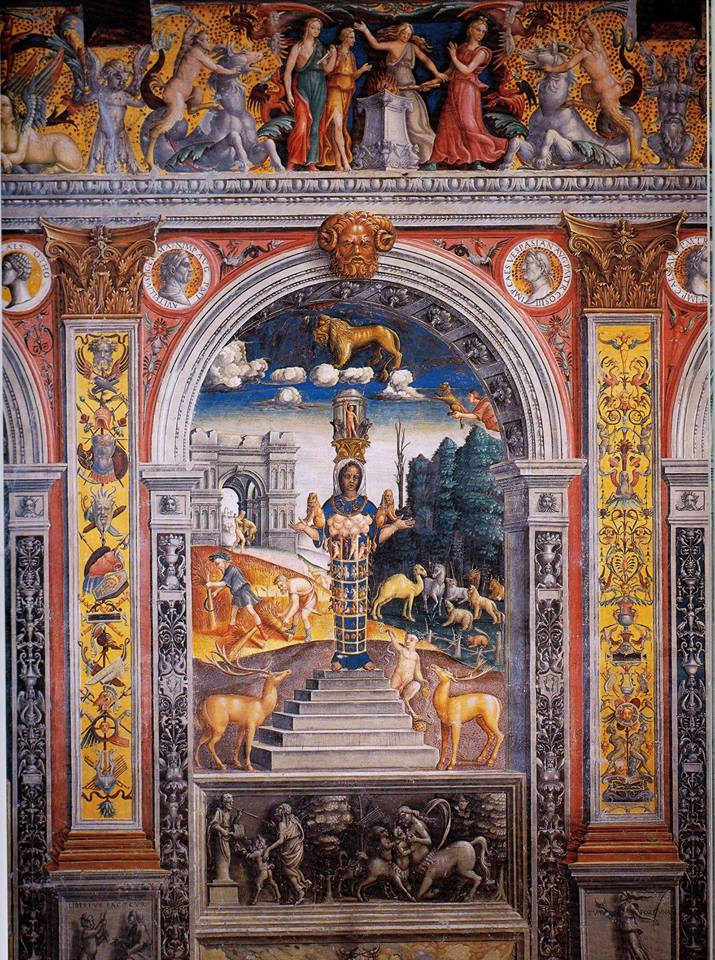
Лев
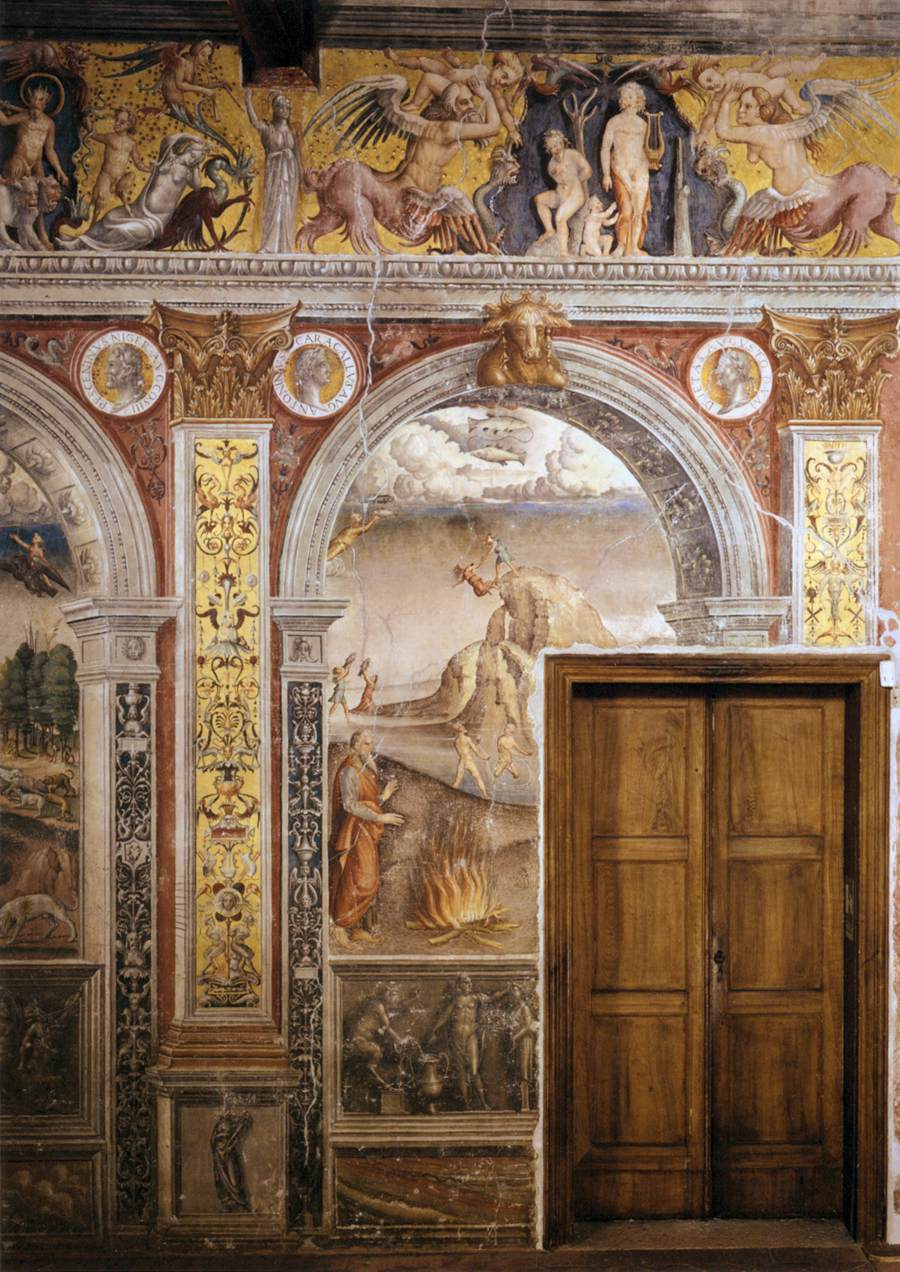
Рыбы
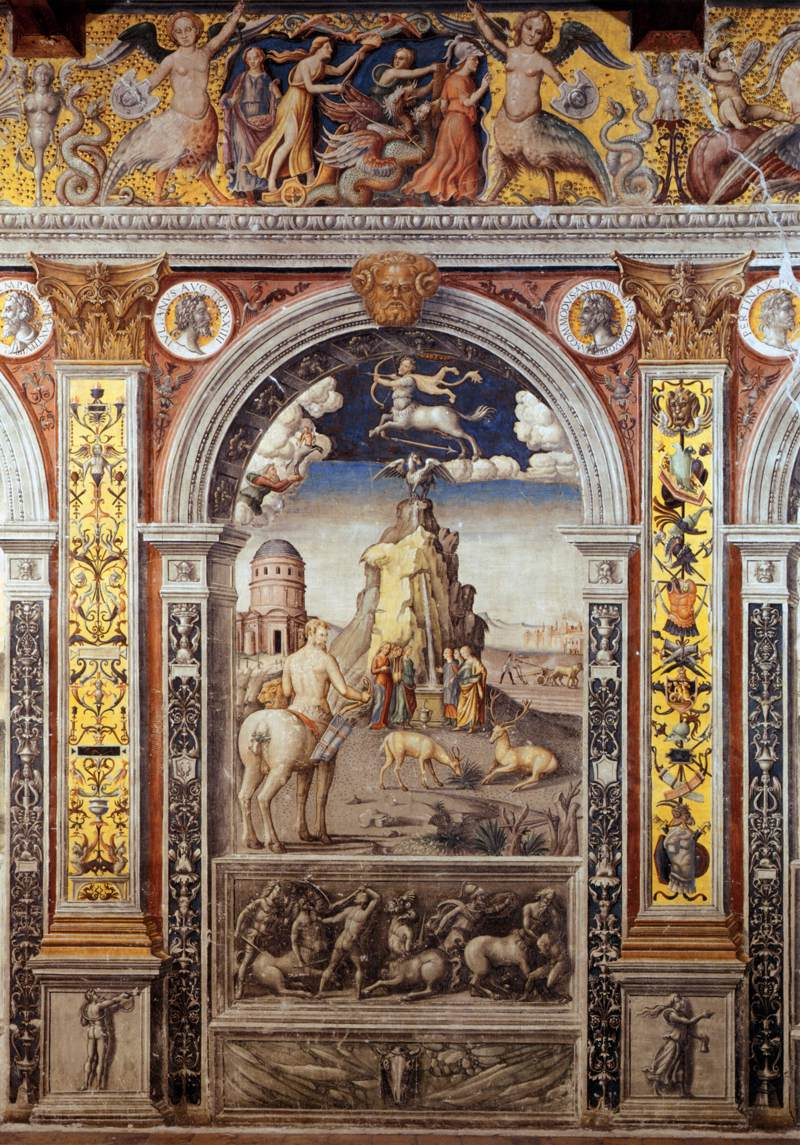
Стрелец
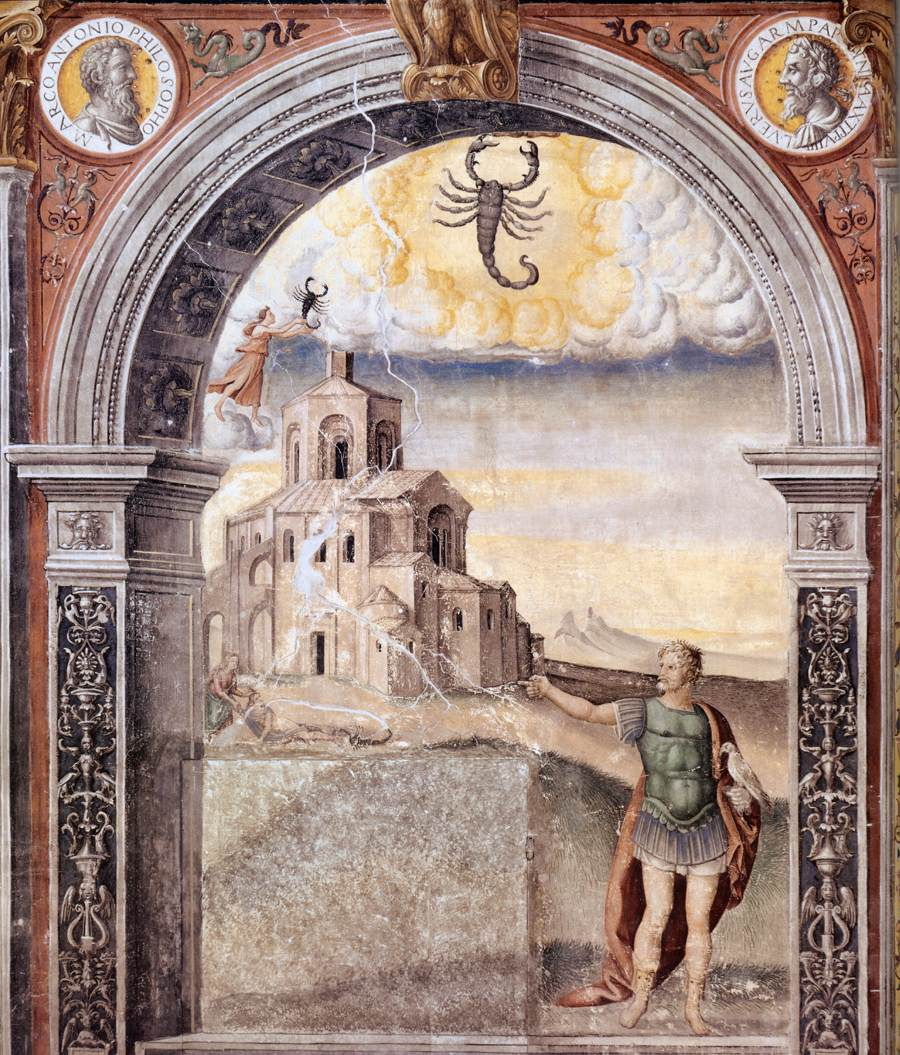
Скорпион
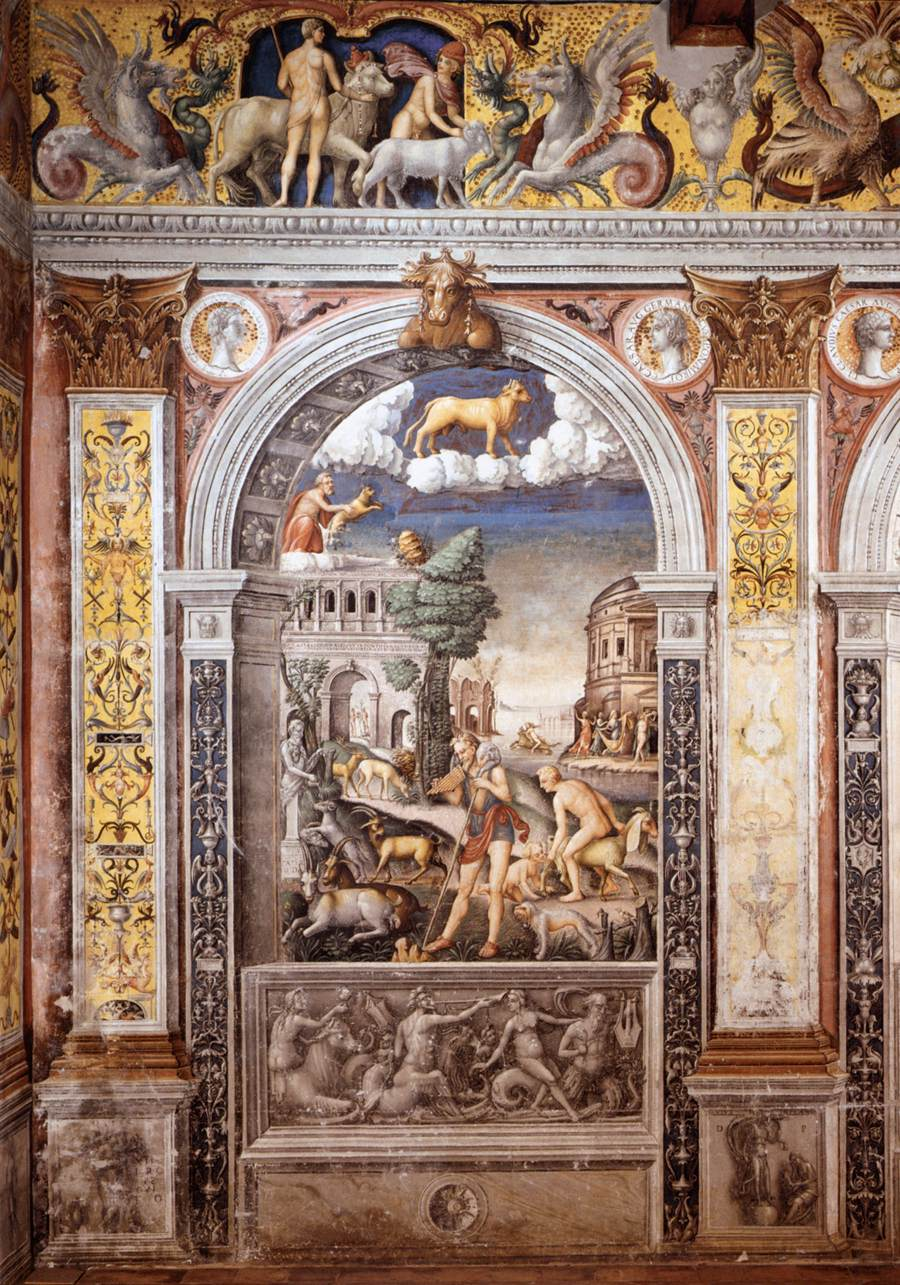
Телец
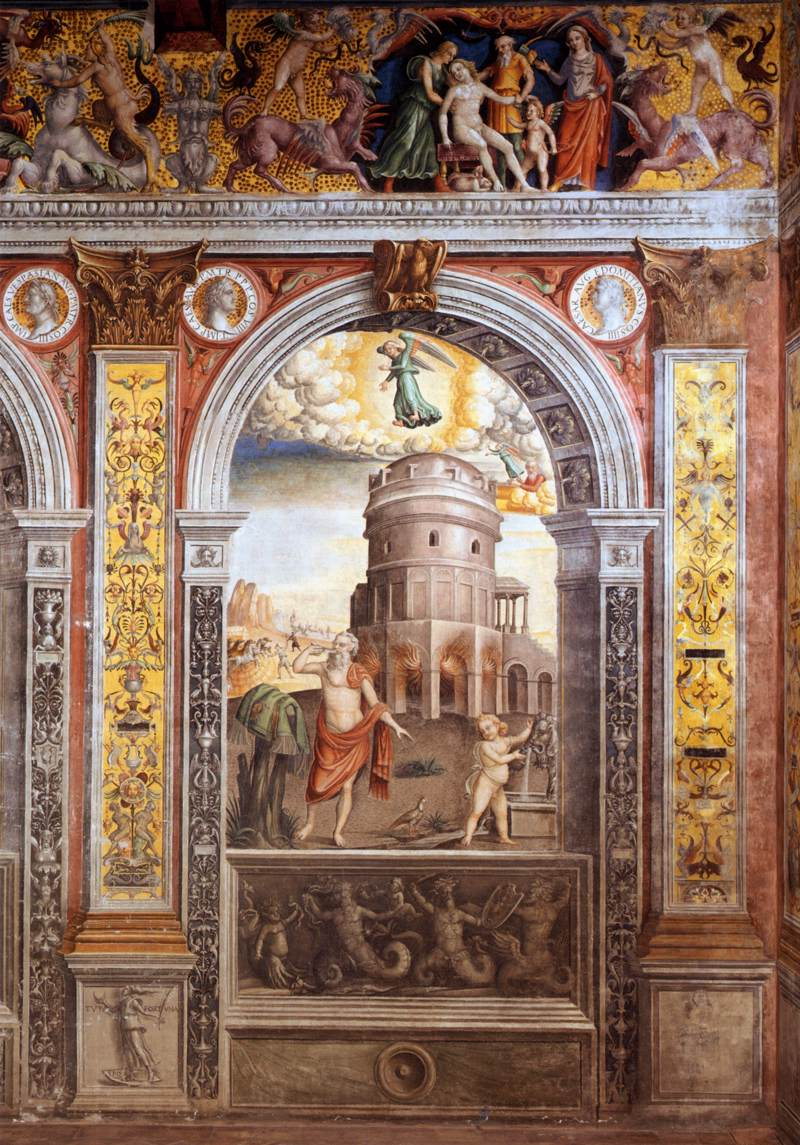
Дева